# Laryngospasmus
Laryngospasmus je vůlí nekontrolované reflexní stažení (křeč) hlasivek. Stav obvykle trvá méně než 60 sekund, ale v některých případech může trvat i déle a způsobit úplnou zástavu dýchání. V některých případech může být dýchání laryngospasmem jen omezeno.  K uzavření hlasivek dochází při  vdechnutí vody, hlenu, krve nebo jiné látky do oblasti hlasivek nebo průdušnice. Někteří lidé trpí častými přechodnými laryngospasmy, v bdělosti nebo během spánku. Laryngospasmus je málo častá, ale závažná komplikace anestezie.

## Příznaky
Hlavním příznakem je dušení a obtížnost nebo neschopnost dýchat nebo mluvit. Může se rozvinout ztráta vědomí, navozená hypoxií. Může se objevit zvukový fenomén – stridor a/nebo vtahování jugulární jamky. Stav zřídka trvá více než pár minut, než se dýchání vrátí do normálu.

## Příčiny
Různé dráždění hlasivek včetně astmatu, alergie, cvičení, stresu,  kouř, prach, plyny, kapaliny  a vdechnutí jídla mohou vyvolat laryngospasmus.  Běžně k němu dochází při tonutí – přímou reakcí na vdechnutí vody a jako komplikace při záchraně a resuscitaci při aspiraci zvratků.
U některých jedinců laryngospasmus může nastat spontánně  GERD je častou příčinou spontánních laryngospasmů.
Křeč hlasivek se může projevit na začátku či na konci  anestezie, někdy  po tracheální extubaci. U dětí může být život ohrožující,  vede k srdeční zástavě během 30-45 sekund. Někdy  vzniká  během spánku,  při podráždění jícnu žaludeční kyselinou.
Může být  také příznakem snížené funkce příštitných tělísek.

## Léčba
Lehké laryngospasmy vymizí ve většině případů bez léčby.
Laryngospasmus na operačním sále je léčen prodýcháváním pacienta 100% kyslíkem. V závažnějších případech může vyžadovat podání intravenózních myorelaxancií, jako je Sukcinylcholin, a opětovnou intubaci.
Když je spouštěcím mechanismem refluxní choroba jícnu (GERD), léčba GERD inhibitory protonové pumpy sníží produkci žaludeční kyseliny, což omezí dráždivost žaludeční šťávy. Prokinetika mohou snížit množství kyseliny stimulací zažívacího traktu.
Spontánní laryngospasmus může být léčen pomalým dýcháním a pitím malých doušků ledové vody.[zdroj?]
Sklon k laryngospasmům může být ovlivněn léčbou hypokalcémie.